# 田中久美子 (モデル)
田中 久美子（たなか くみこ、1969年7月28日 - ）は、日本のモデル。熊本県出身。N・F・B所属。マガジンハウス『anan』の表紙でデビュー。

## CM
- マックスファクター
- 資生堂
- RICOH
- HOYAメガネ
- エスエス製薬『ハイチオールCプラス』（働く女性たちの始動（疲れ）」篇（2010年）

## 広告
- ジョンソン・エンド・ジョンソン ベビーローション（1990年）
- 日本コカコーラ カナダドライ ペリーラ（1994年） 江角マキコと共演
- 大塚製薬 ファイブミニプラス（1996年）江角マキコ、宮本はるえと共演
- 全日空・冬の沖縄
- ベネトン
- HOYA・SFT
- アイビー化粧品
- ユニクロ
- デビアス・ダイヤモンド
- BOTTICELLI CUTURE
- 三陽商会「EVEX BY KRIZIA」
- 三越伊勢丹 冬のクリアランスセール2017

## ショー
【パリ】
- HERMES
- ISSEY MIYAKE
- Yohji Yamamoto

【東京】
- FENDI
- コシノヒロコ
- Nina Ricci
- CHANEL
- CELINE
- Max Mara
- Ralph Lauren
- ARMANI
- HANAE MORI

その他

## 映画
- NUMANITE
- 白痴

## 雑誌
- 婦人画報（ハースト婦人画報社）
- 家庭画報（世界文化社）
- ミセス（文化出版局）
- Richesse（ハースト婦人画報社）
- エクラ（集英社）
- クロワッサンプレミアム（マガジンハウス）
- 和楽（小学館）
- ハイファッション（文化出版局）
- WWD BEAUTY（INFASパブリケーションズ）
- GLOW（宝島社）
- DAZZLE（日経BP社）

その他